# Spartonoica maluroides
El canastero enano o espartillero enano (Spartonoica maluroides) es una especie de ave paseriforme de la familia Furnariidae, la única del género Spartonoica. Es nativa de sureste del cono sur de Sudamérica.

## Distribución y hábitat
Se distribuye por el centro norte de Argentina (desde el este de Formosa, este del  Chaco y Corrientes hacia el sur hasta Córdoba, Mendoza, La Pampa, noreste de Río Negro y Buenos Aires), extremo sureste de Brasil (sur de Rio Grande do Sul) y Uruguay. Es un visitante invernal poco común pero regular en Paraguay.
Esta especie es considerada poco común en su hábitat natural: los humedales con profusión de juncales y cañas bajas, tanto de agua dulce como salobre, y los pastizales adyacentes, hasta los 900 m de altitud.

## Estado de conservación
El canastero enano ha sido calificado como casi amenazado por la Unión Internacional para la Conservación de la Naturaleza (IUCN) debido a que su población, todavía no cuantificada, se considera moderadamente baja y severamente fragmentada, y se presume estar en decadencia como resultado del drenaje para agricultura de los humedales, su hábitat preferencial.

## Descripción
Mide entre 12 y 13 cm de longitud y pesa entre 10 y 12 g. El iris es blanquecino. La corona es rufa y el dorso es de color arena con un marcado estriado negro; las alas con un área color canela en las plumas de vuelo; la cola es larga, fuertemente graduada y con las plumas puntudas. Por abajo es blanquecino, teñido de beige en los flancos.

## Comportamiento
Es un ave típicamente tímida y difícil de ser vista, que raramente se encarama en el abierto por largos períodos. Cuando se espanta, vuela una distancia corta, luego lo repite, cuando no desaparece. Es algo más fácil de observar al cantar, cuando suele exponerse en el abierto.

### Alimentación
Su dieta consiste de artrópodos (encontrados Coleoptera, Neuroptera e Hymenoptera) que busca en la vegetación palustre. Generalmente forrajea solitario.

### Reproducción
Construye un nido abierto en el suelo, en la base de gramillas o de juncos y emplea materiales vegetales. La puesta es de tres o cuatro huevos blancos, ovoidales, que miden en promedio 18 x 14 mm. El periodo de incubación es de trece días.

### Vocalización
Su canto, distintivo, es un gorjeo mecánico muy seco y vacilante que dura unos dos a tres segundos.

### Depredadores
Se registran como depredadores de adultos: el aguilucho vari Circus cinereus, el carancho Caracara plancus, el halcón peregrino Falco peregrinus y el gato montés Oncifelis geoffroyi.

## Sistemática

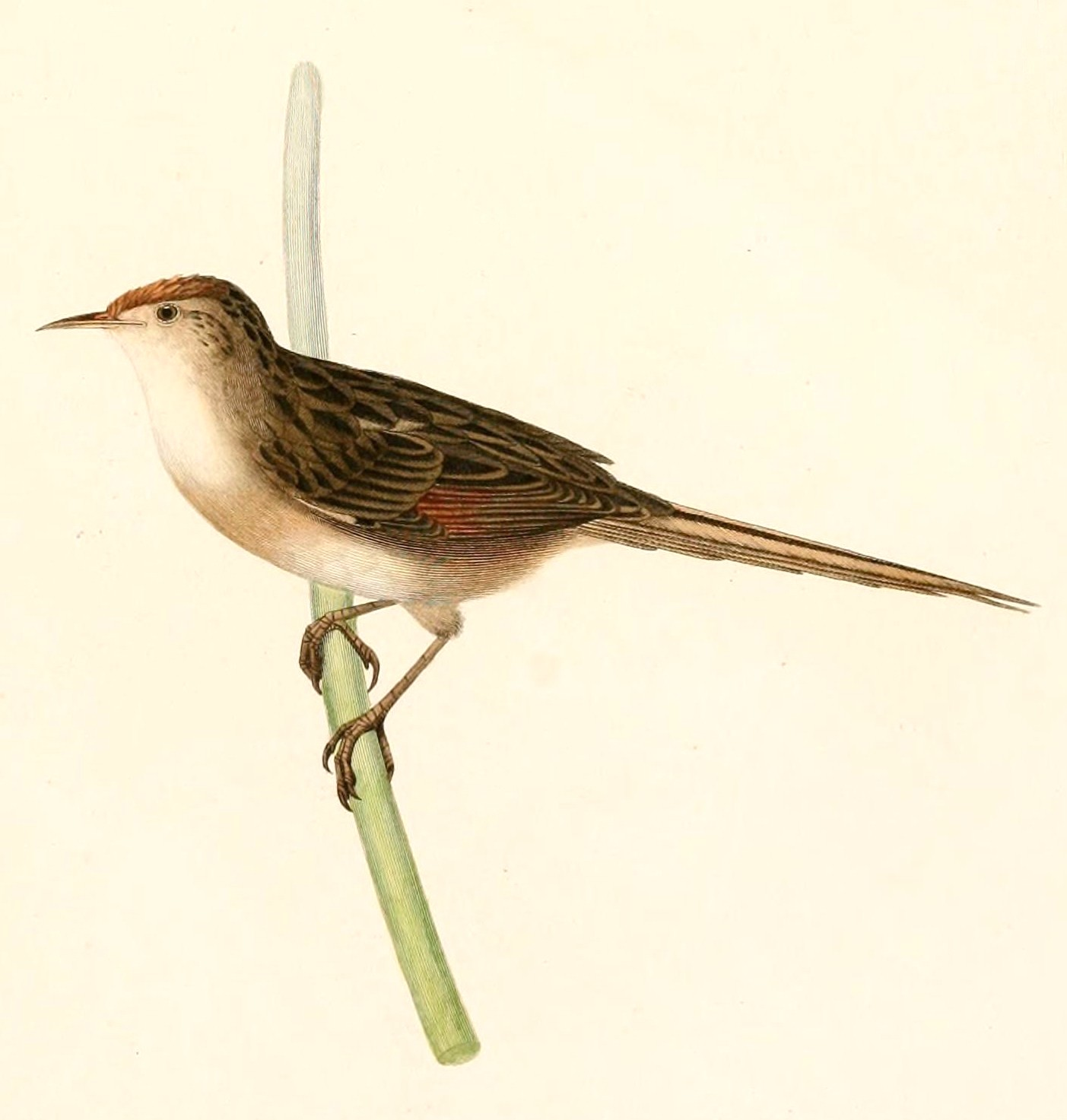
Synallaxis maluroides = Spartonoica maluroides, ilustración en d'Orbigny Voyage dans l'Amérique méridionale, 1847.

### Descripción original
La especie S. maluroides fue descrita por primera vez por los naturalistas franceses Alcide d'Orbigny y Frédéric de Lafresnaye en 1837 bajo el nombre científico Synallaxis maluroides; la localidad tipo es: «Buenos Aires, Argentina».
El género Spartonoica fue propuesto por el ornitólogo estadounidense James Lee Peters en 1950.

### Etimología
El nombre genérico femenino «Spartonoica» se compone de las palabras del griego « σπαρτον sparton»: matorral, pastizal, y «οικος oikos»: habitación; significando «que vive en los matorrales»; y el nombre de la especie «maluroides», es una combinación del género Malurus (las ratonas australianas) y de la palabra griega «οιδης oidēs»: se parece; significando «que se parece a un Malurus».

### Taxonomía
Esta especie estuvo anteriormente colocada en el género Synallaxis; algunos autores sostienen que es pariente próxima a los géneros Asthenes y Leptasthenura. Es monotípica.